# Orthotrichia menjonkok
Orthotrichia menjonkok är en nattsländeart som beskrevs av Wells och Malicky 1997. Orthotrichia menjonkok ingår i släktet Orthotrichia och familjen smånattsländor. Inga underarter finns listade i Catalogue of Life.